# Paul Bellemain
Pour les articles homonymes, voir Bellemain.
Ferdinand Paul Bellemain, né le 5 janvier 1886 à Lyon et mort à Lyon (6e arrondissement) le 31 août 1953, est un architecte français.

## Biographie
Paul Bellemain est diplômé d'architecture en 1913, sortant de l'atelier de l'architecte Laloux
En 1919, il est nommé architecte de l'Enregistrement et des domaines ainsi que du département du Rhône et de l'Université de Lyon. 
Ses constructions sont empreintes de l'influence de Tony Garnier.

## Réalisations
Paul Bellemain réalise à Lyon les travaux d'architecture suivants :
- monument aux morts du lycée Ampère[3] ;
- école professionnelle d'infirmières dite « école Rockefeller » (1932 à 1933)[4] ;
- groupe scolaire Édouard-Herriot, en 1934[5] ;
- Monument à la gloire du service de santé militaire de Grange Blanche, avec le sculpteur Louis Bertola, en 1938 ;
- ancienne clinique Auguste-Lumière, en 1936[6] ;
- ancienne École Nationale des Beaux-Arts, rue Neyret (initiée en 1953)[7] ;
- faculté de médecine et de pharmacie de Lyon (1928-1932) ;
- centre anticancéreux Léon-Bérard (1951-1953) ;
- monument aux morts de Tramoyes[8].

## Distinctions
Paul Bellemain est fait chevalier de la Légion d'honneur le 11 août 1931 et promu officier le 29 juin 1949.